# ズー・ニー・ヴー
ズー・ニー・ヴー（Zoo Nee Voo）は、日本のグループ・サウンズバンド。所属レコード会社は日本コロムビアを経てキャニオン・レコード（現：ポニーキャニオン）。
1968年春に結成し、1971年解散。

## メンバー
- 町田義人（ボーカル）

1946年9月21日生。高知県出身。土佐高校→成城大学出身。後にソロ活動。
- 上地健一（ボーカル・パーカッション）

1946年9月8日生。長崎県出身。土佐高校→明治大学出身。町田と上地はズー・ニー・ヴー結成前の1967年、東大生の田村守と共に「キャッスル&ゲイツ」という人気フォークグループを組んでいた。
- 山本康生（リード・ギター）

1947年9月28日生。宮崎県出身。成城大学出身。
- 塚谷茂樹（ベース・ギター）

1948年9月8日生。長崎県出身。明治学院大学出身。
- 大竹茂（ドラムス）

1948年2月3日生。東京都出身。成城大学出身。
- 桐谷浩史（キーボード）

1946年3月27日生。千葉県出身。立教大学出身。
アマチュア・バンド「マックルズ」にいた山本康生が、大学の同級生大竹茂とバンド結成しメンバーを探し始める。まずR&B専門のディスコテークでベースを弾いていた塚谷茂樹が加入。次に「キャッスル&ゲイツ」にいた町田義人と上地健一が加入。そして「マックルズ」で一緒だった桐谷浩史が加入して、1968年3月活動開始。
1969年 バンド創設者の山本康生と大竹茂が脱退。かわりに高橋英介（リード・ギター）荒井容一（ドラムス）が加入。
1970年 町田義人が脱退しソロへ転向。バンドは上地と高橋を残してメンバーチェンジし、キャニオンへ移籍した。ボーカルはのちにソロデビューして「和製ミック・ジャガー」と称される山本翔。

## 概要
結成当時は「ZOOM BOOM 5」という名前だった。
1969年に新宿音楽祭の敢闘賞を受賞。
代表曲は2枚目のシングル「涙のオルガン」のB面収録曲だった「白いサンゴ礁」。この曲がヒットしたため1976年に発売された同シングルの再発盤ではAB面が逆になっている。ジャケットは見開き仕様だったためオリジナルデザインの片面がそのまま使用された。オリコン最高位18位、累計売上17.7万枚を記録した。
4枚目のシングル「ひとりの悲しみ」は、改詩改題して尾崎紀世彦が歌った「また逢う日まで」の元歌として有名。（共に阿久悠作詞、筒美京平作曲）アレンジも全く同じであるが、符割りが微妙に違う。
大学生が結成したバンドでは「硬派」と、ミュージシャン仲間には知られ、演奏ステージに因縁をつけたチンピラ数人の待ち伏せには、楽屋退出直後に腕伏しのメンバー中心に立ちまわり退治、ラジオ番組に宣伝で出演にはメンバーが「よい曲ではない」と発言（レコード会社の押付け、不本意な発売を吐き捨てた言動とのこと）エピソードが残されている。

## ディスコグラフィ

### シングル
| 発売日                          | 規格品番           | 面                 | タイトル           | 作詞               | 作曲               | 編曲               | 備考               |
| コロムビアレコード              | コロムビアレコード | コロムビアレコード | コロムビアレコード | コロムビアレコード | コロムビアレコード | コロムビアレコード | コロムビアレコード |
| ------------------------------- | ------------------ | ------------------ | ------------------ | ------------------ | ------------------ | ------------------ | ------------------ |
| 1968年11月25日                  | LL-10077-J         | A                  | 水夫のなげき       | 山上路夫           | 村井邦彦           | 村井邦彦           |                    |
| 1968年11月25日                  | LL-10077-J         | B                  | 雨あがりのサンバ   | 山上路夫           | 村井邦彦           | 村井邦彦           |                    |
| 1969年4月1日 1976年再発(AB面逆) | LL-10090-J LK-7    | A                  | 涙のオルガン       | 大橋和枝           | 村井邦彦           | 村井邦彦           | オリコン最高位18位 |
| 1969年4月1日 1976年再発(AB面逆) | LL-10090-J LK-7    | B                  | 白いサンゴ礁       | 阿久悠             | 村井邦彦           | 村井邦彦           |                    |
| 1969年9月10日                   | LL-10104-J         | A                  | 可愛いあなただから | 阿久悠             | 田辺信一           | 川口真             |                    |
| 1969年9月10日                   | LL-10104-J         | B                  | 九月の出来事       | 阿久悠             | 田辺信一           | 川口真             |                    |
| 1970年2月10日                   | LL-10123-J         | A                  | ひとりの悲しみ     | 阿久悠             | 筒美京平           | 筒美京平           |                    |
| 1970年2月10日                   | LL-10123-J         | B                  | 未成年             | 阿久悠             | 筒美京平           | 筒美京平           |                    |
| キャニオンレコード              |                    |                    |                    |                    |                    |                    |                    |
| 1971年7月25日                   | A-68               | A                  | 結婚生活           | 山上路夫           | 村井邦彦           | ズー・ニー・ヴー   |                    |
| 1971年7月25日                   | A-68               | B                  | 草原の小屋         | 山上路夫           | 村井邦彦           | ズー・ニー・ヴー   |                    |

※　キャニオン時代の2曲は、「村井邦彦 GSコレクション」（2001年7月25日、テイチクエンタテインメント、TECN-25723)にて初CD化。

### アルバム
| 発売日         | 規格           | 規格品番       | アルバム |
| 日本コロムビア | 日本コロムビア | 日本コロムビア | 日本コロムビア |
| -------------- | -------------- | -------------- | --- |
| 1968年10月25日 | LP             | YS-10042-J     | ズー・ニー・ヴーの世界 R&Bベスト・ヒット Side:A 1. ホールド・オン 2. マンズ・マンズ・ワールド 3. 青い影 4. グリーン・オニオン ※インストゥルメンタル 5. 机の上の戦争 6. アイ・ガット・ザ・フィーリング Side:B 1. ドッグ・オブ・ザ・ベイ 2. 僕のベイビーに何か？ 3. マイ・ガール 4. アイヴ・ビーン・ラヴィング・ユー・トゥ・ロング 5. ハイウェイの孤独 6. リーチ・アウト・アイル・ビー・ゼア |
| 1969年11月10日 | LP             | YS-10070-J     | ゴールデン・ズーニーヴー Side:A 1. ソウル・シスター 2. ヘイ・ジュード 3. ハード・トゥ・ハンドル 4. ドント・レット・ミー・ダウン 5. トライ・ア・リトル・テンダーネス Side:B 1. アンチェインド・メロディ 2. めざめておくれ 3. 君がいなければ 4. アイム・ユア・パペット 5. セキュリティ 6. マイ・ソング                                                                                       |
| 1993年12月1日  | CD             | COCA-11376     | ズー・ニー・ヴーの世界＋ゴールデン・ズー・ニー・ヴー（2 in 1） ※ 既発の2枚を1枚にまとめたもの。 |
| 1996年11月21日 | CD             | COCA-13945     | ズー・ニー・ヴーの世界＋ゴールデン・ズー・ニー・ヴー（2 in 1） ※ 既発の2枚を1枚にまとめたもの。 |

#### ベストアルバム
| 発売日         | 規格 | 規格品番   | アルバム |
| -------------- | ---- | ---------- | --- |
| 1969年12月10日 | LP   | YS-10073-J | ズーニーヴー・オリジナル・ヒット 可愛いあなただから Side:A 1. 可愛いあなただから 2. 雨あがりのサンバ 3. もう一度愛をこめて 4. 涙のオルガン 5. ヘイ・ジュード 6. 二人の午後の物語 Side:B 1. 白いサンゴ礁 2. 九月の出来事 3. 水夫のなげき 4. ハイウェイの孤独 5. アンチェインド・メロディ 6. 机の上の戦争 |
| 1979年8月      | LP   | LZ-7024    | ズー・ニー・ヴー オリジナル・ヒット エターナル・パーソナリティ・シリーズ |
| 1989年6月1日   | CD   | CA-3490    | アンコール・ベスト ズー・ニー・ヴー |
| 1993年9月21日  | CD   | COCA-11049 | ズー・ニー・ヴー ベスト・セレクション |
| 2009年11月24日 | CD   | CORR-10561 | ズー・ニー・ヴー ベスト・セレクション |
| 2003年1月1日   | CD   | COCA-70379 | コロムビア音得盤シリーズ ズー・ニー・ヴー〈限定盤〉 1. 二人の午後の物語 2. 雨あがりのサンバ 3. 可愛いあなただから 4. 涙のオルガン 5. ひとりの悲しみ 6. 水夫のなげき 7. 白いサンゴ礁 |
| 2012年2月1日   | CD   | COCP-37167 | ゴールデン☆ベスト ズー・ニー・ヴー |

#### サントラ
- DVD「野良猫ロック マシン・アニマル（1970年11月22日公開 映画）」 2006年12月8日発売（日活/DVN-144）
  - ズー・ニー・ヴーは「ひとりの悲しみ」を劇中で唄って出演している。（EPとは別テイク）
- CD「野良猫ロック 日活ニューアクションの世界」 2005年7月23日発売 （ウルトラ・ヴァイヴ/CDSOL-1101）
  - 「野良猫ロックマシン」シリーズのサウンド・トラック。「ひとりの悲しみ」収録。（同上・EPとは別テイク。映画の中では曲の一部が使われているが、サントラにはフルバージョンで収録されている。）